# John Best
John Herbert Best (Neptune, 27 marzo 1971) è un ex cestista statunitense, professionista in Europa.

## Carriera
Ala-centro del Tennessee Tech fu scelto dai New Jersey Nets come 36ª scelta del draft NBA 1993.
Ha giocato anche in Eurolega con l'Alba Berlino.

## Palmarès
- Campionato svizzero: 2

Fribourg Olympic: 1996-97, 1998-99
- Coppa di Svizzera: 1

Fribourg Olympic: 1997
- Governors' Cup: 1

Formula Shell Zoom Masters: 1998